# Мозжаров, Иван Иванович
Иван Иванович Мозжаров (1915—1958) — Гвардии старшина Рабоче-крестьянской Красной Армии, участник Великой Отечественной войны, Герой Советского Союза (1944).

## Биография

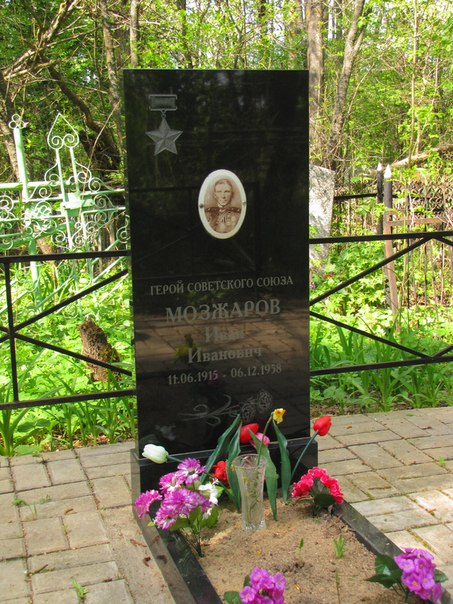
Могила Мозжарова в Буловице.

Иван Мозжаров родился 11 (24) ноября 1915 года (ГАСО, ф.48., оп.4, д. 896, лл. 448об - 449, №85) в деревне Буловица (ныне — Починковский район Смоленской области) у крестьянина Ивана Петрова и Марии Ивановой Мозжаровых, восприемники при крещении 12 (25) ноября 1915 года крестьяне д. Буловица Ефим Иванов и Мария Ефимова. Предки И.И. Мозжарова были переведены в сельцо Буловицы в 1816 г. помещиком С.И. Повало-Швейковским (отцом декабриста И.С. Повало-Швейковского) из д. Бондари Духовского уезда, будучи куплены у малолетних родственников. 
После окончания семи классов школы работал в колхозе. В 1936—1938 годах служил в Рабоче-крестьянской Красной Армии. В 1941 году Мозжаров повторно был призван на службу. С того же года — на фронтах Великой Отечественной войны. К сентябрю 1943 года гвардии старшина Иван Мозжаров был механиком-водителем танка Т-34 208-го танкового батальона 22-й гвардейской танковой бригады 5-го гвардейского танкового корпуса Воронежского фронта. Отличился во время битвы за Днепр.
Мозжаров одним из первых в своём батальоне переправился через Днепр на Букринский плацдарм и с конца сентября по 12 октября 1943 года принимал активное участие в боях за его захват и расширение. В том бою его экипаж уничтожил большое количество боевой техники и живой силы противника, разгромили штаб пехотной дивизии вермахта.
Указом Президиума Верховного Совета СССР от 3 июня 1944 года за «образцовое выполнение боевых заданий командования на фронте борьбы с немецкими захватчиками и проявленные при этом мужество и героизм» гвардии старшина Иван Мозжаров был удостоен высокого звания Героя Советского Союза с вручением ордена Ленина и медали «Золотая Звезда» за номером 3933.
После окончания войны Мозжаров был демобилизован. Вернулся в родную деревню, где работал в колхозе. Умер 6 февраля 1958 года, похоронен в Буловице.
Был также награждён орденами Отечественной войны 2-й степени и Красной Звезды, рядом медалей.
Памятник Мозжарову установлен в Буловицах.